# Conselho Monetário Nacional

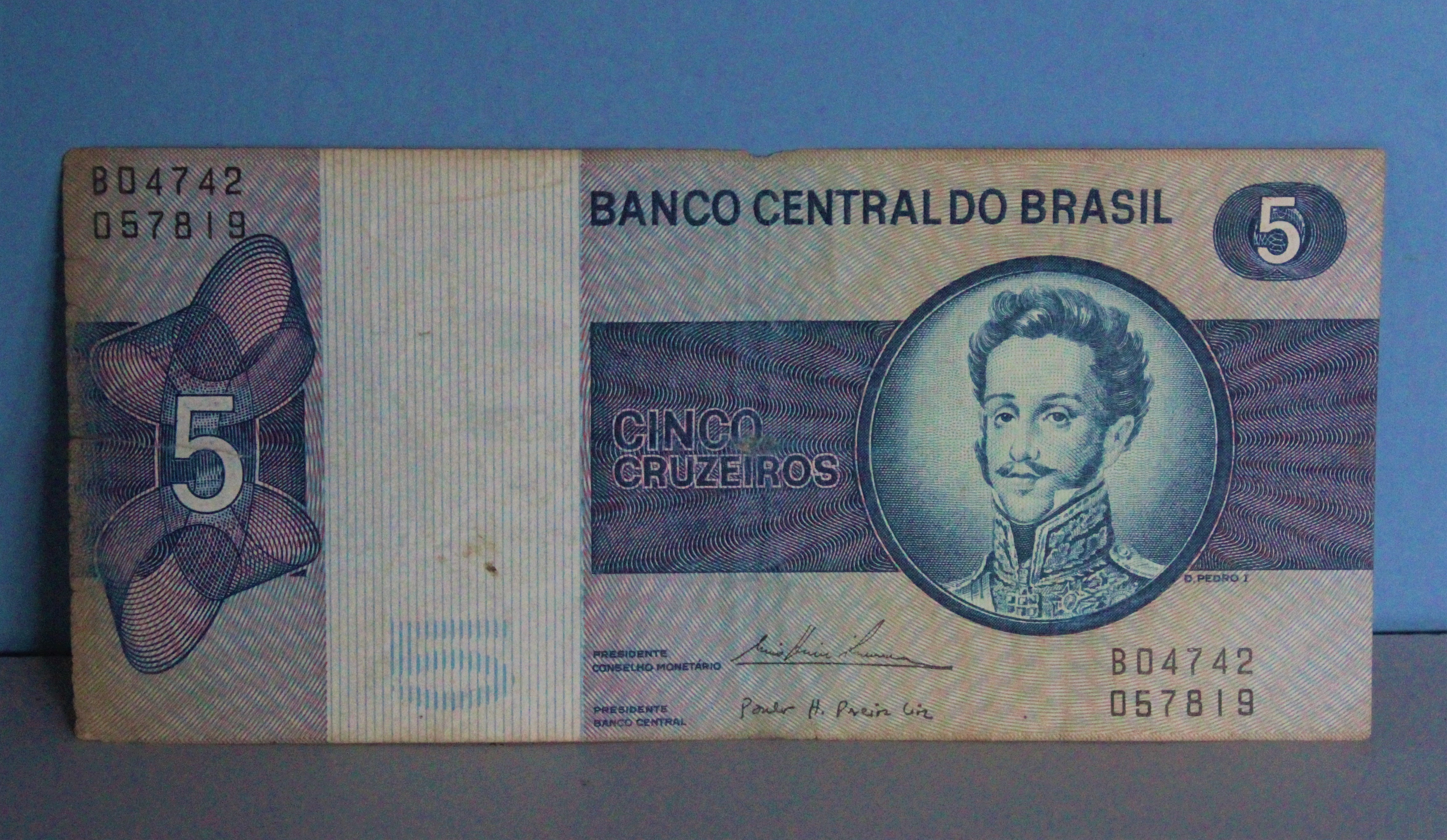
Cédula de cinco Cruzeiros, assinada por José Maria Alkmin, como presidente do Conselho Monetário Nacional.

O Conselho Monetário Nacional (CMN) é um conselho, criado pela Lei nº 4 595, de 31 de dezembro de 1964 como poder deliberativo máximo do sistema financeiro do Brasil, sendo responsável por expedir normas e diretrizes gerais para seu bom funcionamento. O CMN normativa as políticas monetária, de crédito, orçamentária, fiscal e da dívida pública do Brasil. Assim, nos termos da Lei nº 4 595/64, conhecida como Lei da Reforma Bancária, compete ao CMN regulamentar as operações de crédito das instituições financeiras brasileiras, regular a moeda do país, supervisionar suas reservas em ouro e cambiais, determinar suas políticas de poupança e investimento e regulamentar os mercados de capitais brasileiros.
Os membros do CMN reúnem-se uma vez por mês para deliberar sobre os temas de competência do Conselho. Em casos extraordinários, pode acontecer mais de uma reunião por mês. As matérias aprovadas são regulamentadas por meio de Resoluções (CMN) divulgadas no Diário Oficial da União (DOU). O conselho também é responsável por definir a meta para inflação.

## Composição
Atualmente, os membros que compõem o Conselho Monetário Nacional são os ministros Fernando Haddad (Fazenda) e Simone Tebet (Planejamento), além do presidente do Banco Central, Gabriel Galípolo:
- Ministro da Fazenda - Presidente do Conselho;
- Presidente do Banco Central do Brasil (BACEN);
- Ministro do Planejamento.

O Banco Central do Brasil funciona como secretaria-executiva do Conselho.

## Objetivos
De acordo com o artigo terceiro da Lei n°4 595, o Conselho Monetário Nacional têm como objetivos:
- Orientar a aplicação dos recursos das instituições financeiras, quer públicas, quer privadas, tendo em vista propiciar, nas diferentes regiões do País, condições favoráveis ao desenvolvimento harmônico da economia nacional;
- Propiciar o aperfeiçoamento das instituições e dos instrumentos financeiros, com vistas à maior eficiência do sistema de pagamentos e de mobilização de recursos;
- Zelar pela liquidez e solvência das instituições financeiras;
- Coordenar as políticas monetária, creditícia, orçamentária, fiscal e da dívida pública, interna e externa;
- Aprovar orçamentos monetários preparados pelo Banco Central do Brasil.

## Competências
Segundo o artigo 4º da Lei n°4 595, as principais atribuições do Conselho Monetário Nacional são:
- Aprovar os orçamentos monetários, preparados pelo Banco Central do Brasil, por meio dos quais se estimarão as necessidades globais de moeda e crédito;
- Disciplinar o crédito em todas as suas modalidades e as operações creditícias em todas as suas formas, inclusive aceites, avais e prestações de quaisquer garantias por parte das instituições financeiras;
- Coordenar sua própria política com a política de investimentos do Governo Federal;
- Regular a constituição, funcionamento e fiscalização das atividades de instituições monetárias, bancárias e creditícias, bem como a aplicação das penalidades previstas;
- Limitar, sempre que necessário, as taxas de juros, descontos, comissões e qualquer outra forma de remuneração de operações e serviços bancários ou financeiros, inclusive os prestados pelo Banco Central do Brasil, assegurando taxas favorecidas aos financiamentos que se destinem a promover atividades rurais;
- Disciplinar os instrumentos de política monetária e cambial.

## Comissões
Há também várias comissões consultivas que suportam o CMN e são subordinadas a ele. São as seguintes:
- I - de Normas e Organização do Sistema Financeiro;
- II - de Mercado de Valores Mobiliários e de Futuros;
- III - de Crédito Rural;
- IV - de Crédito Industrial;
- V - de Crédito Habitacional, e para Saneamento e Infraestrutura Urbana;
- VI - de Endividamento Público;
- VII - de Política Monetária e Cambial.

Além dessas comissões consultivas, o CMN conta, ainda, com a Comissão Técnica da Moeda e do Crédito, coordenada pelo Presidente do Banco Central do Brasil e composta dos seguintes membros:
- Presidente e quatro Diretores do Banco Central do Brasil, indicados pelo seu presidente;
- Presidente da Comissão de Valores Mobiliários;
- Secretário-Executivo do Ministério da Economia;
- Secretários do Tesouro Nacional e de Política Econômica do Ministério da Economia.

A Comissão Técnica da Moeda e do Crédito (Comoc) foi criada para regulamentar a medida provisória 542, de 30 de junho de 1994, que depois seria convertida na Lei n° 9 069/95 - a lei que instituiu o Plano Real. Nos termos do artigo 10 da referida lei, compete à Comissão Técnica da Moeda e do Crédito:
- I - propor a regulamentação das matérias tratadas na presente Lei, de competência do Conselho Monetário Nacional;
- II - manifestar-se, na forma prevista em seu regimento interno, previamente, sobre as matérias de competência do Conselho Monetário Nacional, especialmente aquelas constantes da Lei nº 4 595, de 31 de dezembro de 1964;[1]
- III - outras atribuições que lhe forem cometidas pelo Conselho Monetário Nacional.